# Fatti di Bronte
I fatti di Bronte, noti anche come strage di Bronte o massacro di Bronte, sono un episodio del Risorgimento avvenuto a Bronte, in Sicilia, nell'agosto del 1860, durante la spedizione dei Mille.
In seguito a un'insurrezione popolare nei confronti dei nobili e della borghesia locale, della quale furono vittime sedici membri altolocati della città, le truppe garibaldine, comandate da Nino Bixio, furono chiamate a ristabilire l'autorità del governo di Garibaldi, compiendo gli arresti dei presunti colpevoli, ai quali seguì un processo sommario che portò alla condanna a morte, con conseguente esecuzione per fucilazione, di cinque brontesi ritenuti gli autori del massacro.
Un fatto analogo era avvenuto a circa 30 km da Bronte, in località Alcara Li Fusi, dove gli insorti massacrarono 11 persone con conseguente intervento garibaldino agli ordini del colonnello Interdonato , , il tribunale speciale condannò a morte 26 persone ritenute colpevoli. 

## Storia

### La spedizione dei mille
Quando l'11 maggio del 1860 il generale Giuseppe Garibaldi sbarcò con i Mille nel porto di Marsala, sapeva benissimo che, per chiudere con successo la sua impresa, gli sarebbe stato assolutamente necessario l'appoggio e la partecipazione attiva dei siciliani. Riteneva che questo sarebbe avvenuto solo se fosse stato accolto non solo come il liberatore dalla tirannide borbonica, ma anche come colui che poteva dare le possibilità di far nascere una nuova società, libera dalla miseria e dalle ingiustizie. Con questo intento, il 2 giugno, aveva emesso un decreto nel quale prometteva soccorso ai bisognosi e la tanto attesa divisione delle terre;

### Il malcontento della popolazione e la rivolta contro i notabili della città
Nell'entroterra siciliano si erano dunque accese molte speranze di riscatto sociale, da parte soprattutto della media borghesia e delle classi meno abbienti. A Bronte, sulle pendici dell'Etna, la contrapposizione era forte fra la nobiltà latifondista, tra i quali spiccava la Ducea di Nelson, proprietà terriera della famiglia Nelson del Regno Unito, e la popolazione.
Il 2 agosto il malcontento popolare fu animato da diverse persone provenienti dai paesi limitrofi, tra i quali Calogero Gasparazzo, e scoccò la scintilla dell'insurrezione. Fu così che vennero appiccate le fiamme a decine di case, al teatro e all'archivio comunale. Quindi cominciò una caccia all'uomo che contò sedici morti fra nobili, ufficiali e civili, tra cui anche il barone del paese con la moglie e i figlioletti, il notaio e un prete, prima che la rivolta si placasse.
Nino Bixio arrivò a Bronte dopo un lungo cammino, durante il quale incontrò gente terrorizzata scampata alle stragi e che implorava aiuto, scene che così venivano descritte:
(Da Quarto al faro - Noterelle d'uno dei mille, Giuseppe Cesare Abba, pag. 267 )

### Il processo
- Seguì un processo, attenendosi al codice penale militare, che durò 3 giorni (dal 7 al 9 agosto) con 24 interrogatori, 3 perizie e 3 repertamenti sulle armi, perquisizioni (anche presso casa del Lombardo) e 17 sopralluoghi sulle case incendiate o distrutte.
- Secondo la storica Lucy Riall, le sentenze a carico del Lombardo e dei coimputati furono ingiuste: stando alle testimonianze rese nel processo a carico degli insorti, cominciato nel 1861, Lombardo cercò persino di frenare le violenze. Due imputati, Nunzio Samperi e Nunzio Ciraldo Frajano, presero parte alle manifestazioni ma nessuno dei due fu visto durante le azioni violente. Di Ciraldo, inoltre, si diceva avesse problemi mentali.[6]

Abitanti della Provincia di Catania!
Gli assassini, ed i ladri di Bronte sono stati severamente puniti - Voi lo sapete! la fucilazione seguì immediata i loro delitti - Io lascio questa Provincia - i Municipi, ed i Consigli civici nuovamente nominati, le guardie nazionali riorganizzate mi rispondano della pubblica tranquillità!... Però i Capi stiino al loro posto, abbino energia e coraggio, abbino fiducia nel Governo e nella forza, di cui esso dispone - Chi non sente di star bene al suo posto si dimetta, non mancano cittadini capaci e vigorosi che possano rimpiazzarli.
Le autorità dicano ai loro amministrati che il governo si occupa di apposite leggi e di opportuni legali giudizi pel reintegro dei demanî - Ma dicano altresì a chi tenta altre vie e crede farsi giustizia da sé, guai agli istigatori e sovvertitori dell'ordine pubblico sotto qualunque pretesto.
Se non io, altri in mia vece rinnoverà le fucilazioni di Bronte se la legge lo vuole.
Il comandante militare della Provincia percorre i Comuni di questo distretto.
Randazzo 12 agosto 1860.
IL MAGGIORE GENERALE G. NINO BIXIO.

12 agosto 1860, proclama originale di Bixio, successivo alla esecuzione
(Cesare Abba, Da Quarto al Volturno. Noterelle d'uno dei Mille)
All'alba del 10 agosto, i condannati vennero portati nella piazzetta antistante il convento di Santo Vito e fucilati.

## Nell'arte

### Letteratura
Nel racconto Libertà inserito tra le Novelle rusticane di Giovanni Verga, viene ripreso il tema della strage, secondo Sciascia in chiave apologetica per Bixio e i garibaldini, e di accentuazione delle responsabilità dei rivoltosi: l'omissione della presenza storica dell'avvocato Lombardo, e soprattutto la trasformazione letteraria del "pazzo del paese" (tra i condannati a morte di Bixio) in "nano", per attenuare la gravità della condanna capitale di un innocente per giunta non in pieno possesso delle sue facoltà mentali.
I fatti di Bronte sono citati anche da Carlo Levi che ne Le parole sono pietre descrive Bronte nel dopoguerra.

### Cinematografia
- Bronte: cronaca di un massacro che i libri di storia non hanno raccontato, regia di Florestano Vancini (1972)